# Лента
Вижте пояснителната страница за други значения на Лента.
Лѐнта (на италиански и на пиемонтски: Lenta) е село и община в Северна Италия, провинция Верчели, регион Пиемонт. Разположено е на 219 m надморска височина. Населението на общината е 819 души (към 2014 г.).